# Nelipac III. Nelipčić
Nelipac III. Nelipčić (? – ?, oko 1421.), hrvatski velikaš i skradinski kapetan i kaštelan iz velikaške obitelji Nelipčić. Pripadao je mlađoj grani obitelji, kao sin Konstantina († prije 1375.) koji je bio sin kneza Isana II. († o. 1335.) i nećak vojvode Nelipca II. († 1344.).
Bio je vjerni pristaša ugarskog i hrvatskog kralja Žigmunda (1387. – 1437.) te se, na molbu Splićana, istaknuo kao organizator saveza protiv Žigmundovih protivnika, bosanskog kralja Tvrtka I. Kotromanića (1377. – 1391.) i vranskog priora Ivana Paližne. Savez su činili Nelipac III., Ugrinići te gradovi Split i Šibenik.
Posljednji put se spominje u primorju 1396. godine kada su mu Trogirani pružili gostoprimstvo u svom gradu. U izvorima se spominje 1405. – 1406. godine kada je obnašao dužnost kaštelana u Velikoj u Križevačkoj županiji, a navodi se i da je od kralja Žigmunda dobio vlastelinstvo Bušević na rijeci Uni.
Njegovom smrću izumire mlađa grana velikaške obitelji Nelipić.

## Vanjske poveznice
- Nelipčići – Hrvatska enciklopedija
- Nelipčići (Nelipići) – Proleksis enciklopedija